# Villavallelonga
Villavallelonga – miejscowość i gmina we Włoszech, w regionie Abruzja, w prowincji L’Aquila.
Według danych na rok 2004 gminę zamieszkiwały 1004 osoby, 13,8 os./km².